# Бургуа, Кристиан
Кристиа́н Бургуа́ (фр. Christian Bourgois; 21 сентября 1933, Антиб — 20 декабря 2007, Париж, Франция) — французский издатель.

## Биография
Окончил Институт политических исследований (1954). Поступил в Национальную школу администрации, но в 1959 году оставил её и поступил работать в Рене Жюльяра (фр.). После смерти патрона, в 1962 году, возглавил издательство. В 1966 году основал собственное «Издательство Кристиана Бургуа» (фр.). С 1968 года, после событий красного мая, взял на себя — до 1992-го — руководство издательством 10/18 (фр.), развившим большую активность в публикации трудов по гуманитарным наукам, представителей нового романа, а также классиков мировой словесности.

## Издательские открытия
Ему принадлежит честь открытия для французской публики таких авторов, как Уильям Берроуз, Роберто Боланьо, Хорхе Луис Борхес, Ричард Бротиган, Борис Виан, Энрике Вила-Матас, Габриэль Гарсиа Маркес, Витольд Гомбрович, Роберт ван Гулик, Линда Ле, Антониу Лобу Антунеш, Тони Моррисон, Эзра Паунд, Жорж Перек, Фернандо Пессоа, Роб-Грийе, Салман Рушди, Александр Солженицын, Антонио Табукки, Толкиен, Мартин Эмис, Эрнст Юнгер и многие другие.

## Другая организационная деятельность
Кроме работы в издательствах, с 1995 года возглавлял Институт памяти современного национального книгоиздательства (фр., IMEC), комиссию по поддержке национального кинематографа при Национальном центре кинематографии и анимации, занимал ряд других ответственных административных постов в управлении культурой.